# Keraterpeton
Genre
Keraterpeton est un genre fossile d'amphibiens lépospondyles, assez semblable à une salamandre actuelle. Il a vécu durant le Carbonifère et ses fossiles sont connus en Europe et en Amérique du Nord.

## Description
Keraterpeton mesurait environ 30 centimètres de long. Sa queue était remarquablement longue, occupant les deux tiers de la longueur totale de l'animal, et était latéralement aplatie, sans doute pour faciliter la nage. Son crâne était rond et court, surtout comparé à son parent permien, Diplocaulus. Ses pattes postérieures avaient cinq doigts, et étaient plus longues que les membres antérieurs, qui avaient seulement quatre orteils.
Bien que Keraterpeton ait un corps long, il ne possédait pas plus de vertèbres que la plupart des autres espèces d'amphibiens (15 à 26 en moyenne).

## Liste des espèces
Selon GBIF (4 février 2024) :
- † Keraterpeton galvani Huxley, 1867
- † Keraterpeton gigas Fritsch, 1889
- † Keraterpeton longtoni Carroll et al., 1998
- † Keraterpeton punctolineatum (Cope, 1875)

## Classification
Le nom valide complet (avec auteur) de ce taxon est Keraterpeton Etheridge (d), 1866. A noter que Paleobiology Database donne pour auteurs et date Wright & Huxley, 1866
Keraterpeton a pour synonymes :
- Ceraterpeton Cope, 1875
- Ceraterpetum Böttger, 1886
- Keraterpetum Andrews, 1895